# John W. Hardy
John W. Hardy (* 30. August 1926 in Bedford; † 18. Februar 2024 in Weymouth, Massachusetts) war ein britischer Elektroingenieur und Pionier in Adaptiver Optik und Aktiver Optik.
Hardy studierte Elektrotechnik an der Universität London, wo er sich auf Telekommunikation spezialisierte und 1946 mit dem Bachelor of Science abschloss. Danach diente er einige Jahre als Funkoffizier im Royal Corps of Signals der British Army, während denen er sich hauptsächlich in Berlin und Hamburg aufhielt. Ab 1949 arbeitete er für die Automatic Telephone and Electric Company in Liverpool. 1954 wechselte er zu ATE und 1956 zur Westinghouse Electronics Division in Baltimore. Danach arbeitete er für das Unternehmen Hermes Electronics in Cambridge, Massachusetts, das kurz darauf (1960) in der ITEK Corporation in Lexington aufging.
Hardy befasste sich mit Bildverarbeitungstechniken und elektrooptischen Systemen. 1972 entwickelte er das erste erfolgreiche Bildkompensationssystem in Adaptiver Optik und wandte das auf astronomische Teleskope und Laser an. Insbesondere entwickelte er als Projektleiter die erste militärische Anwendung adaptiver Optik bei der ITEK Corporation, die 1981 auf den Markt kam. Deren Real Time Atmospheric Compensation System (RTAC) wurde von 1972 bis 1974 als Prototyp entwickelt. Es umfasste Sensoren für die Neigung der Wellenfronten und schnell deformierbare Spiegel. Techniken für adaptive Optik bei Lasern gab es schon in den 1960er Jahren.
1992 erhielt er die Albert A. Michelson Medal für die Entwicklung des optischen Korrektors in Echtzeit.

## Schriften
- Active optics: A new technology for the control of light, Proc. IEEE, Band 66, 1978, Heft 6
- Twenty years of active and adaptive optics, in: Fritz Merkle (Hrsg.), Active and adaptive optics: ESO Conference and Workshop Proceedings, Proceedings of the ICO-16 (International Commission for Optics) Satellite Conference on Active and adaptive optics, held August 2–5, 1993, Garching, 1994, S. 29
- Adaptive Optics for Astronomical Telescopes, Oxford UP 1998